# Узлянский сельсовет
Узлянский сельсовет — упразднённая административная единица на территории Пуховичского района Минской области Республики Беларусь.
Согласно решению Минского областного Совета народных депутатов от 28 мая 2013 года упразднён. Населённые пункты включены в состав Новопольского сельсовета и Пережирского сельсовета.

## Состав
Узлянский сельсовет включал 18 населённых пунктов:
- Берчуки — деревня.
- Боровая Слобода — деревня.
- Будёновка — деревня.
- Веробьевка — деревня.
- Едлино — деревня.
- Залесье — деревня.
- Кухаревка — деревня.
- Ленинский — деревня.
- Маховка — деревня.
- Новосады — деревня.
- Озеричино — деревня.
- Пески — деревня.
- Погуляйка — деревня.
- Подборье — деревня.
- Товарские — деревня.
- Узляны — деревня.
- Ушанка — деревня.
- Шелеги — деревня.